# Vito D'Ancona
Vito D'Ancona  (Pesaro, 12 août 1825 - Florence, 9 janvier 1884) est un peintre italien du mouvement des Macchiaioli au XIXe siècle.

## Œuvres
- Le Bouquet (1869).
- La Fête du Sacré-Cœur.
- La Veuve.
- Dame au parasol (Galerie nationale d'art moderne, Rome).
- Portique (Galleria Nazionale d'Arte Moderna, Florence).
- Il Mugnone (Galerie nationale d'art moderne, Rome).